# Andrij Jerochin
Andrij Anatolijowycz Jerochin, ukr. Андрій Анатолійович Єрохін (ur. 24 marca 1978 w Białogrodzie nad Dniestrem) – ukraiński piłkarz grający na pozycji obrońcy lub pomocnika.

## Kariera piłkarska

### Kariera klubowa
Wychowanek Szkoły Sportowej w Białogrodzie nad Dniestrem oraz Internatu Sportowego w Dniepropetrowsku. Wiosną 1995 rozpoczął karierę piłkarską w Metałurhu Nowomoskowśk, a już jesienią grał w rodzimym klubie Dnistroweć Białogród nad Dniestrem. Na początku 1996 wyjechał do Białorusi, gdzie został piłkarzem Naftan-Dewonu Nowopołock. Latem 1998 został zaproszony do Czornomorca Odessa, występował również w farm klubach SK Odessa i Czornomoreć-2 Odessa. Wiosną 2003 został wypożyczony na pół roku do Zakarpattia Użhorod. W 2004 podpisał kontrakt z kazachskim FK Atyrau. W 2008 przeszedł do Wostoku Ust-Kamienogorsk. Na początku 2009 przeniósł się do Uzbekistanu, gdzie potem bronił barw klubu Mashʼal Muborak. Po pół roku został piłkarzem Qizilqumu Zarafshon. Latem 2011 zasilił skład Dinama Samarkanda, w którym zakończył występy w roku 2012.

### Kariera reprezentacyjna
W 2001 w składzie studenckiej reprezentacji występował na Letniej Uniwersjadzie.

## Sukcesy i odznaczenia

### Sukcesy reprezentacyjne
Ukraina studencka
- wicemistrz Letniej Uniwersjady: 2001

### Sukcesy klubowe
Czornomoreć Odessa
- wicemistrz Ukraińskiej Pierwszej Ligi (2): 1998/99, 2001/02

### Odznaczenia
- tytuł Mistrza Sportu Klasy Międzynarodowej: 2001